# Sarah Bernhardt
Sarah Bernhardt (francês: [saʁa bɛʁnɑʁt] nascida Henriette-Rosine Bernard; Paris, 22 de outubro de 1844 – 26 de março de 1923), foi uma atriz francesa, considerada por alguns "a mais famosa atriz da história".
Referência nos palcos franceses no final do século XIX e começo do século XX, Sarah tornou-se uma celebridade por sua atuação em A Dama das Camélias de Alexandre Dumas, em Ruy Blas de Victor Hugo, Fédora e Tosca de Victorien Sardou, e em L'Aiglon de Edmond Rostand.
Rostand a chamou de "a rainha da pose e a princesa do gesto", enquanto Hugo elogiou sua "voz de ouro". Conquistou a fama de atriz dramática em papéis sérios, ganhando o epíteto de "A Divina Sarah". Sarah fez várias turnês teatrais ao redor do mundo e foi uma das primeiras atrizes de destaque a fazer gravações de som e atuar em filmes.
Era também ligada ao sucesso do artista Alphonse Mucha, cujo trabalho ela ajudou a divulgar. Mucha se tornaria um dos artistas mais procurados desse período por seu estilo Art Nouveau. Visitou o Brasil quatro vezes, as duas primeiras ainda durante o reinado de D. Pedro II.

## Biografia

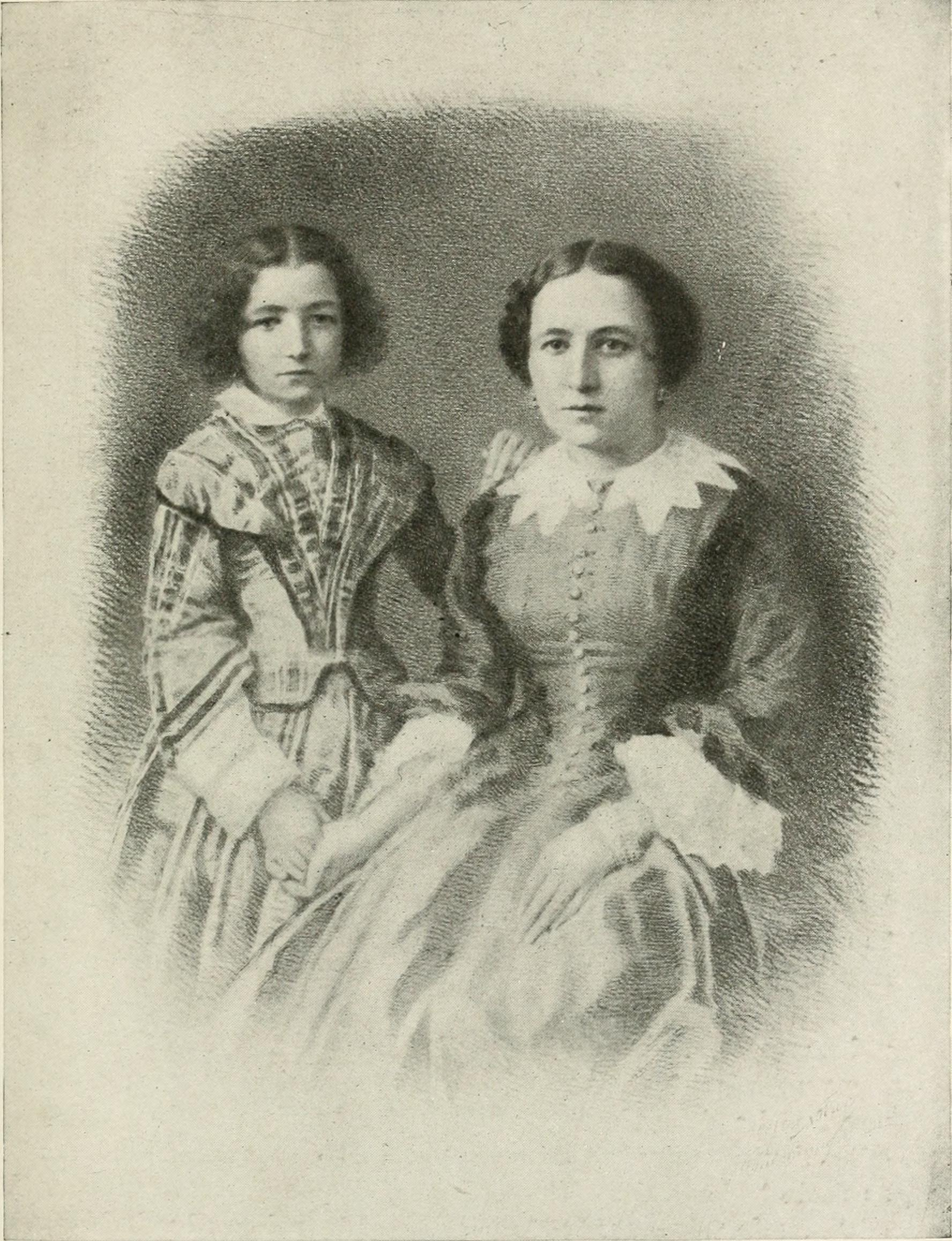
Bernhardt com a mãe

Henriette-Rosine Bernard nasceu no número 5 da rue de L'École-de-Médicine no Bairro Latino, em Paris, em 1844. Era a filha ilegítima de Judith Bernard (também chamada de Julie e Youle, na França), uma cortesã judia de origem holandesa com um homem não identificado de classe alta da cidade.
O nome de seu pai é desconhecido, mas sabe-se que ele era um advogado em Le Havre. Bernhardt escreveu posteriormente que a família de seu pai pagou por sua educação, insistiu que ela fosse batizada na Igreja Católica e lhe deixou uma grande soma de dinheiro a ser paga quando se tornasse maior de idade. Sua mãe viajava constantemente, então tinha pouco tempo para passar com a filha. Ela a colocou aos cuidados de uma babá na Bretanha, depois em uma casa no subúrbio de Paris, em Neuilly-sur-Seine.
Aos sete anos, sua mãe a mandou para um internato para moças no subúrbio parisiense, pago com os fundos da família de seu pai. Lá pode atuar pela primeira vez nos palcos, na peça Clothilde, onde ela interpretou a rainha das fadas. Enquanto Sarah estudava, sua mãe chegava ao ápice da carreira como cortesã, frequentando palácios, atendendo banqueiros, generais e escritores. Seus patronos e amigos mais próximos incluíam o meio-irmão do imperador Napoleão III e Charles de Morny, duque de Morny.
Aos dez anos, com a recomendação de Morny, Sarah foi aceita na Grandchamp, uma escola de freiras exclusiva, perto de Versalhes. Lá ela atuou em Tobias and the Angel, ópera de Jonathan Dove e David Lan. Sarah declarou sua intenção de se tornar freira, mas nem sempre seguiu as regras do convento; ela foi acusada de sacrilégio quando arranjou um enterro cristão, com procissão e cerimônia, para seu lagarto de estimação.
Ela recebeu sua primeira comunhão como católica romana em 1856 e, a partir de então, tornou-se fervorosamente religiosa. No entanto, ela nunca esqueceu sua herança judaica. Quando questionada anos depois por um repórter se ela era cristã, ela respondeu: "Não, sou católica romana e membro da grande raça judaica. Estou esperando até que os cristãos se tornem melhores". Tal declaração contradiz sua resposta de "Não, nunca. Sou ateia" a uma pergunta feita pelo compositor e compatriota Charles Gounod se ela já rezou alguma vez antes. Seja como for, Sarah recebeu os rituais católicos pouco antes de sua morte.
Em 1857, Bernhardt soube que seu pai havia morrido no exterior. Sua mãe convocou a família, incluindo seu amigo Morny, para decidir o que fazer com ela. Morny propôs que Sarah se tornasse atriz, ideia que a horrorizou, pois ela nunca havia entrado em um teatro. Morny conseguiu que ela assistisse à sua primeira apresentação teatral no Comédie-Française em uma festa que incluía sua mãe, Morny, e seu amigo Alexandre Dumas, o pai. A peça em apresentação era Britannicus, de Jean Racine, seguida do clássico da comédia Amphitryon, de Plauto. Sarah ficou tão comovida com a emoção da peça que começou a chorar alto, perturbando o resto da plateia. Morny e outros em seu grupo ficaram com raiva dela e foram embora, mas Dumas a confortou e mais tarde disse a Morny que acreditava que ela estava destinada ao palco. Após a apresentação, Dumas a chamou de "minha estrelinha".
Morny usou de sua influência com o compositor Daniel Auber, então diretor do Conservatório de Paris, para conseguir um teste para Sarah. Ela começou a se preparar, como descreveu em suas memórias, "com aquele exagero vívido com que abraço qualquer novo empreendimento". Dumas a instruiu. O júri foi composto por Auber e cinco atores e atrizes principais da Comédie-Française. Ela deveria recitar versos de Racine, mas ninguém lhe disse que ela precisava de alguém para lhe dar dicas enquanto recitava. Sarah disse ao júri que, em vez disso, recitaria a fábula dos "Dois Pombos" de La Fontaine. Os jurados estavam céticos, mas o fervor e o pathos de sua recitação os conquistaram e ela foi convidada para ser estudante.

### Estreia e saída da Comédie-Française (1862–1864)

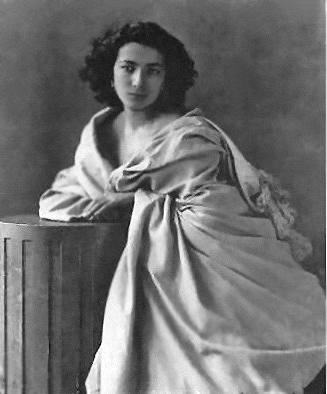
Sarah Bernhardt fotografada por Nadar

Sarah estudou atuação no Conservatório de janeiro de 1860 até 1862 com dois atores proeminentes da Comédie-Française, Joseph-Isidore Samson e Jean-Baptiste Provost. Ela escreveu em suas memórias que Provost ensinou sua dicção e grandes gestos, enquanto Samson lhe ensinou o poder da simplicidade. Para os palcos, ela mudou seu nome de "Bernard" para "Bernhardt". Enquanto estudava, ela também recebeu seu primeiro pedido de casamento, de um rico empresário que lhe ofereceu 500 000 francos. Ele chorou quando ela recusou. Bernhardt escreveu que ela estava "confusa, arrependida e encantada — porque ele me amava do jeito que as pessoas amam nas peças de teatro".
Antes do primeiro teste para a aula de tragédia, ela tentou alisar os fartos cabelos crespos, o que os tornava ainda mais incontroláveis, e pegou um forte resfriado, que deixou sua voz tão anasalada que ela mal a reconheceu. Além disso, os papéis designados para sua atuação eram clássicos e exigiam emoções cuidadosamente estilizadas, enquanto ela preferia o romantismo e a expressão plena e natural de suas emoções. Os professores a classificaram em 14º lugar na tragédia e em segundo lugar na comédia. Mais uma vez, Morny veio em seu socorro. Ele falou bem dela com o Ministro Nacional das Artes, Camille Doucet. Doucet então a recomendou a Edouard Thierry, o principal administrador do Comédie-Française, que ofereceu a Sarah uma vaga como pensionária no teatro, com um salário mínimo.

Sarah fez sua estreia na companhia em 31 de agosto de 1862 no papel-título da peça Iphigénie' de Racine. Sua estréia não foi um sucesso. Ela teve medo do palco e apressou suas falas. Alguns membros da platéia zombaram de sua figura muito magra. Quando a apresentação terminou, Provost estava esperando nos bastidores e ela pediu perdão por sua atuação. Ele disse a ela: 
"Posso perdoar você e você um dia vai se perdoar, mas Racine em seu túmulo nunca o fará." Francisque Sarcey, o influente crítico de teatro de L'Opinion Nationale e Le Temps, escreveu: "ela se comporta bem e pronuncia com perfeita precisão. Isso é tudo o que pode ser dito sobre ela no momento."
Sarah não ficou muito tempo no Comédie-Française. Ela interpretou Henrietta na peça Les Femmes Savantes, de Molière e Hipólita, em L'Étourdi, além de ser a protagonista em Valérie, de Eugène Scribe, mas não impressionou os críticos nem outros membros da companhia, que se ressentiam dela por sua rápida ascensão na carreira. Conforme as semanas passaram, ela não recebeu novos papéis. Seu temperamento explosivo também a colocou em apuros; quando um porteiro do teatro se dirigiu a ela como "Pequena Bernhardt", ela quebrou o guarda-chuva na cabeça dele. Ela se desculpou profusamente e, quando o porteiro se aposentou, 20 anos depois, ela comprou uma casa de campo para ele na Normandia.
Em uma cerimônia em homenagem ao aniversário de Molière em 15 de janeiro de 1863, Sarah convidou sua irmã mais nova, Regina, para acompanhá-la. Regina acidentalmente pisou na cauda do vestido de uma atriz principal da companhia, Zaire-Nathalie Martel (1816–1885), conhecida como Madame Nathalie.
Madame Nathalie empurrou Regina, fazendo-a bater em uma coluna de pedra e cortar a testa. Regina e Madame Nathalie começaram a gritar uma com a outra, e Sarah, dando um passo à frente, deu um tapa no rosto de Madame Nathalie. A atriz mais velha caiu em cime de outro ator. Thierry pediu que Sarah se desculpasse com Madame Nathalie. Sarah se recusou a fazê-lo até que Madame Nathalie se desculpasse com Regina. Sarah já havia sido escalada para um novo papel no teatro e tinha até começado os ensaios. Madame Nathalie exigiu que Sarah fosse retirada do papel, a menos que ela se desculpasse. Como nenhuma das duas cederia e Madame Nathalie era um membro sênior da companhia, Thierry foi forçado a pedir a Sarah que fosse embora.

### O Gymnase e Bruxelas (1864–1866)
Sua família não conseguia entender sua saída do teatro; era inconcebível para eles que alguém saísse do teatro de maior prestígio de Paris aos 18 anos. Ela então foi para um teatro popular, o Gymnase, onde se tornou substituta de duas das atrizes principais. Ela quase imediatamente causou outro escândalo nos bastidores, quando foi convidada a recitar poesia em uma recepção no Palácio das Tulherias oferecida por Napoleão III e a Imperatriz Eugenie, junto com outros atores do Gymnase. Ela escolheu recitar dois poemas românticos de Victor Hugo, sem saber que Hugo era um crítico ferrenho do imperador. Após o primeiro poema, o Imperador e a Imperatriz levantaram-se e saíram, seguidos pela corte e pelos outros convidados.
Seu próximo papel no Gymnase, como uma tola princesa russa, era totalmente inadequado para ela; sua mãe disse a ela que seu desempenho foi "ridículo". Com tantas experiências ruins, Sarah decidiu abruptamente deixar o teatro para viajar e, como sua mãe, para ter amantes e patrocinadores. Ela foi brevemente para a Espanha, depois, por sugestão de Alexandre Dumas, para a Bélgica.
Sarah chegou a Bruxelas com cartas de apresentação de Dumas e foi admitida nos níveis mais altos da sociedade. De acordo com alguns relatos posteriores, ela compareceu a um baile de máscaras em Bruxelas, onde conheceu o aristocrata belga Henri, Príncipe de Ligne, e teve um caso com ele. Outros relatos dizem que eles se conheceram em Paris, onde o príncipe vinha com frequência para assistir ao teatro. O caso foi interrompido quando ela soube que sua mãe teve um infarto. Sarah voltou a Paris, onde descobriu que sua mãe estava melhor, mas que ela mesma estava grávida de seu caso com o príncipe. Ela não notificou o príncipe a respeito. Sua mãe não queria que o filho órfão nascesse sob seu teto, então ela se mudou para um pequeno apartamento na rue Duphot e, em 22 de dezembro de 1864, a atriz de 20 anos deu à luz seu único filho, Maurice Bernhardt, dramaturgo e diretor de teatro.
Alguns relatos dizem que o príncipe Henri nunca a esqueceu. De acordo com tais versões, ele descobriu o endereço dela no teatro, chegou a Paris e mudou-se para o apartamento de Bernhardt. Depois de um mês, ele voltou para Bruxelas e disse à família que queria se casar com a atriz. A família do príncipe enviou seu tio, general de Ligne, para romper o romance, ameaçando deserdá-lo se ele se casasse com Bernhardt. De acordo com outros relatos, o príncipe negou qualquer responsabilidade pela criança.
Mais tarde, ela chamou o caso de "sua ferida permanente", mas nunca discutiu a paternidade de Maurice com ninguém. Quando questionada sobre quem era seu pai, ela às vezes respondia: "Eu nunca consegui decidir se o pai dele era Léon Gambetta, Victor Hugo ou General Boulanger." Muitos anos depois, em janeiro de 1885, quando Sarah estava bastante famosa, o príncipe veio a Paris e se ofereceu para reconhecer formalmente Maurice como seu filho, mas Maurice recusou educadamente, explicando que estava totalmente satisfeito por ser filho de Sarah Bernhardt.

### O Odéon (1866–1872)

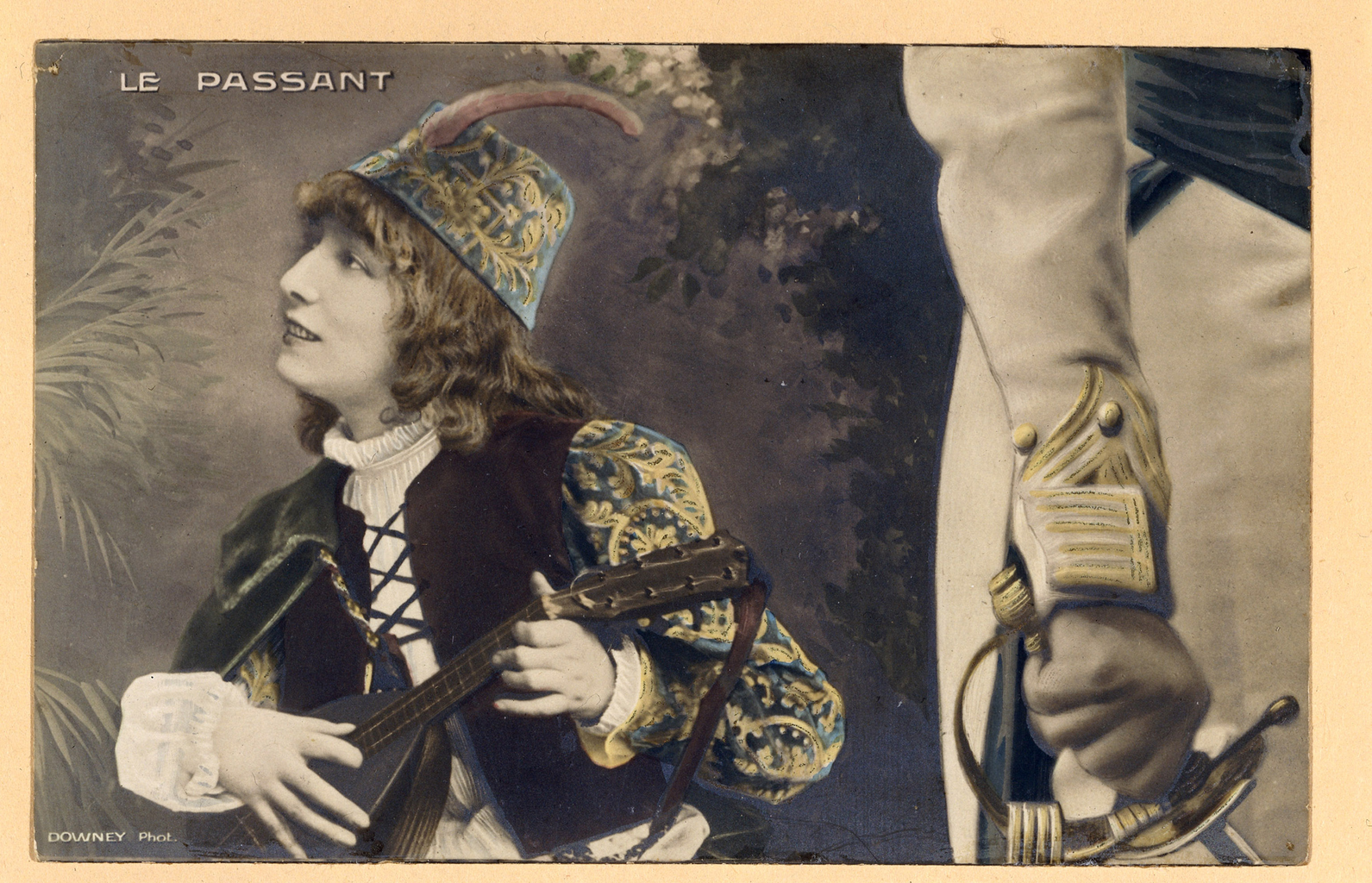
Bernhardt em Le Passant (1869) de François Coppée

Para se sustentar após o nascimento de Maurice, Sarah atuou em papéis menores e substitutos no teatro Porte Saint-Martin, um popular teatro de melodrama. No início de 1866, ela fez um teste com Felix Duquesnel, diretor do Odéon-Théâtre de l'Europe (Odéon) na margem esquerda do Sena. Duquesnel descreveu a leitura anos depois, dizendo: "Eu tinha diante de mim uma criatura que era maravilhosamente talentosa, inteligente no nível de um gênio, com enorme energia sob uma aparência frágil e delicada e uma vontade selvagem." O co-diretor do teatro e encarregado das finanças, Charles de Chilly, queria rejeitá-la por não achá-la confiável e por ser muito magra, mas Duquesnel ficou encantado; ele a contratou para o teatro com um modesto salário de 150 francos mensais, que pagava do próprio bolso.
O Odéon perdia em prestígio apenas para a Comédie-Française e, ao contrário daquele teatro tão tradicional, especializou-se em produções mais modernas. O Odéon era popular entre os estudantes da margem esquerda. Porém, suas primeiras apresentações no teatro não tiveram sucesso. Ela foi escalada para comédias altamente estilizadas e frívolas do século XVIII, enquanto seu ponto forte no palco era sua total sinceridade. Sua figura magra também a fazia parecer ridícula nos trajes ornamentados. Dumas, seu maior apoiador, comentou após uma apresentação, "ela tem a cabeça de uma virgem e o corpo de um cabo de vassoura". Em junho de 1867, ela interpretou dois papéis em Athalie de Jean Racine; o papel de uma jovem e um menino, Zacharie, o primeiro de muitos papéis masculinos que ela interpretou na carreira. O influente crítico Sarcey escreveu "… ela encantou seu público como um pequeno Orfeu".
A performance que seria o ponto de virada em sua carreira foi a peça de Kean de Alexandre Dumas, de 1868, no qual ela interpretou o papel feminino principal de Anna Danby. A peça foi interrompida no início por distúrbios na platéia por jovens espectadores que gritavam: "Abaixo Dumas! Dê-nos Hugo!". Sarah dirigiu-se diretamente ao público: "Amigos, vocês desejam defender a causa da justiça. Estão fazendo isso responsabilizando Monsieur Dumas pelo banimento de Monsieur Hugo?". Com isso, o público riu e aplaudiu e ficou em silêncio. Na cortina final, ela recebeu aplausos de pé e Dumas correu para os bastidores para parabenizá-la. Quando ela saiu do teatro, uma multidão se reuniu e jogou flores para ela. Seu salário foi imediatamente aumentado para 250 francos por mês.
Seu próximo sucesso foi a atuação em Le Passant, de François Coppée, que estreou no Odéon em 14 de janeiro de 1868. O crítico Théophile Gautier descreveu o "encanto delicado e terno" de sua atuação. A peça teve 150 apresentações, além de uma apresentação principal no Palácio das Tulherias para Napoleão III e sua corte. Depois, o imperador enviou a ela um broche com suas iniciais escritas em diamantes.
Em sua biografia, ela escreveu:
| “ | Era o teatro que eu mais amava, e que só saí com pesar. Todos nós nos amávamos. Todo mundo era gay. O teatro era uma espécie de continuação da escola. Todos os jovens vinham para lá... eu me lembro da minha Alguns meses na Comédie-Française. Aquele mundinho era rígido, fofoqueiro, ciumento. Lembro-me dos meus poucos meses no Gymnase. Lá eles falavam apenas sobre vestidos e chapéus, e tagarelavam sobre uma centena de coisas que nada tinham a ver com arte. No Odéon, eu estava feliz. A gente só pensava em fazer peças de teatro. Ensaiava de manhã, de tarde, o tempo todo. Eu adorava isso. | ” |

Sarah morava com sua amiga e assistente de longa data, Madame Guérard, e seu filho em uma pequena cabana no subúrbio de Auteuil, e dirigia-se ao teatro em uma pequena carruagem todos os dias. Sarah tinha uma estreita amizade com a escritora George Sand e atuou em duas peças de sua autoria. Era comum receber celebridades em seu camarim, como Gustave Flaubert e Léon Gambetta.
Em 1869, quando ela melhorou de vida, Sarah mudou-se para um apartamento maior de sete cômodos na rue Auber, 16, no centro de Paris. Sua mãe começou a visitá-la pela primeira vez em anos, e sua avó, uma judia ortodoxa muito rígida, mudou-se para o apartamento para cuidar de Maurice. Bernhardt contratou uma empregada e uma cozinheira, assim como começou a ter vários animais de estimação; ela tinha um ou dois cachorros com ela o tempo todo e duas tartarugas se moviam livremente pelo apartamento.
Em 1868, um incêndio destruiu completamente seu apartamento, junto com todos os seus pertences. Ela havia se esquecido de comprar o seguro. O broche presenteado pelo imperador e suas pérolas derreteram, assim como a tiara presenteada por um de seus amantes, Khalid Bey. Ela encontrou os diamantes nas cinzas e os diretores do Odéon organizaram uma apresentação beneficente. A soprano mais famosa da época, Adelina Patti, se apresentou de graça. Além disso, a avó de seu pai doou 120 000 francos. Sarah conseguiu comprar uma residência ainda maior, com dois salões e uma grande sala de jantar, na 4 rue de Rome.

#### Os tempos de guerra (1870–1871)
A eclosão da Guerra Franco-Prussiana interrompeu abruptamente sua carreira teatral. A notícia da derrota do exército francês, a rendição de Napoleão III em Sedan e a proclamação da Terceira República Francesa em 4 de setembro de 1870 foram seguidas por um cerco à cidade pelo exército prussiano. Paris foi cortada das notícias e do abastecimento de alimentos, e os teatros foram fechados. Sarah se encarregou de converter o Odéon em um hospital para os soldados feridos nas batalhas fora da cidade.
Ela organizou a colocação de 32 leitos no saguão e nas coxias, trouxe seu chef pessoal para preparar sopa para os pacientes e convenceu seus amigos ricos e admiradores a doar suprimentos para o hospital. Além de organizar o hospital, ela trabalhava como enfermeira, auxiliando o cirurgião-chefe em amputações e operações. Quando o suprimento de carvão da cidade acabou, Sarah usou velhos cenários, bancos e adereços de palco como combustível para aquecer o teatro. No início de janeiro de 1871, após 16 semanas de cerco, os alemães começaram a bombardear a cidade com canhões de longo alcance. Os pacientes tiveram que ser transferidos para o porão e, em pouco tempo, o hospital foi forçado a fechar. Sarah providenciou a transferência de casos graves para outro hospital militar e alugou um apartamento na rue de Provence para abrigar os 20 pacientes restantes. Ao final do cerco, o hospital de Sarah cuidava de mais de 150 pacientes, incluindo um jovem estudante da École Polytechnique, Ferdinand Foch, que posteriormente comandaria os exércitos dos aliados na Primeira Guerra Mundial.
O governo francês assinou um armistício em 19 de janeiro de 1871, e Sarah soube que seu filho e sua família haviam se mudado para Hamburgo. Ela foi até o novo chefe do executivo da República Francesa, Adolphe Thiers, e conseguiu um passe para ir à Alemanha para devolvê-los. Quando ela voltou a Paris várias semanas depois, a cidade estava sob o domínio da Comuna de Paris. Ela se mudou novamente, levando sua família para Saint-Germain-en-Laye. Mais tarde, ela voltou para seu apartamento na rue de Rome em maio, depois que a Comuna foi derrotada pelo exército francês.
Bernhardt se especializou em representar as obras em verso de Jean Racine, tais como Ifigênia, Fedra ou Racine. Destacou-se especialmente, entre muitas outras, n'A Dama das Camélias, de Alexandre Dumas, filho, Théodora, de Sardou, L´Aiglon, de Edmond Rostand, Izéïl, de Silvestre e Morand, Macbeth, de Shakespeare, Jeanne D´Arc, de Jules Barbier.
Em 1879, saiu pela primeira vez da França, e conheceu a Inglaterra, onde esteve 6 semanas fazendo duas apresentações diárias, obtendo grande êxito. Ao chegar lá foi recebida espetacularmente, e acabou por conhecer um jovem escritor chamado Oscar Wilde que, anos mais tarde, em 1893, lhe escreveria o papel principal da peça Salomé. Nesse mesmo ano, Sarah ascendeu a "Sócio Pleno" da Comédie-Française, hierarquia mais alta desta instituição.
Após seu espetacular sucesso na Inglaterra decidiu fazer sua primeira viagem à América. Partiu para os Estados Unidos em 15 de outubro de 1880. O êxito foi total. Bernhardt faria repetidas viagens pelos Estados Unidos (suas famosas "Viagens de despedida") e também percorreu toda América do Sul, chegando a atuar no Brasil, Argentina, Chile. Viajava de trem e de barco e chegou a cruzar o Cabo Horn. Nos Estados Unidos sua fama era tal que disponibilizaram um trem com sete vagões de luxo chamado Sarah Bernhardt Special, para uso exclusivo da atriz. Suas voltas chegaram também a Austrália e visitou o Havaí e as ilhas Sandwich. Atuou no Egito e na Turquia. Também percorreu a Europa, atuando em Moscou, Berlin, Bucareste, Roma, Atenas. Em sua turnê, atuou não somente em grandes teatros mas também em teatros de ínfima categoria. Nunca chegou a pisar na Ásia.
Foi, possivelmente, a atriz mais famosa do século XIX Treinou muitas jovens na arte da atuação, incluindo a também atriz e cortesã Liane de Pougy.
Alphonse Mucha baseou nela diversas de suas obras emblemáticas do art nouveau e foi o responsável por seus cartazes dos espetáculos.

## Artes visuais e gravações
Embora antes de tudo uma atriz de palco, Sarah Bernhardt gravou diversos cilindros e discos de diálogos célebres de várias produções. Um dos primeiros foi a Fedra, de Jean Racine, na casa de Thomas Edison, durante uma visita a Nova Iorque na década de 1880. Dotada de muitos talentos, ela se envolveu com as artes visuais, pintando e esculpindo, chegando a expor suas obras no Salão de Paris várias vezes, entre os anos de 1874 e 1896. Também posou para Antonio de La Gandara.
Em seu tempo, Sarah Bernhardt teve uma grande influência na grand opera, uma influência que continua até hoje. Tosca e Salome, por exemplo, contêm duas das heroínas mais sensacionais, ambas baseadas em peças escritas especialmente para ela.
Escreveu também três livros: sua autobiografia, intitulada Ma double vie, Petite Idole e L´art du Théâtre: la voix, le geste, la prononciation.
Em 1914 foi condecorada, pelo governo francês, com a Légion d'honneur.

## Vida pessoal
Sua vida familiar não foi simples. Teve uma relação tensa e distante com sua mãe, Julie. Sua genitora nunca foi uma mãe carinhosa e interessada e isso fez com que Sarah sempre buscasse sua aprovação e seu carinho. Julie Bernard sentia predileção tão exclusiva por sua filha Jeanne que descuidou totalmente a educação de sua filha menor, Régine. Sarah Bernhardt sentia predileção por sua irmã pequena Régine e quando se tornou independente levou-a para morar consigo para distanciá-la da mãe e das intenções desta em convertê-la também em cortesã. No entanto, devido ao abandono afetivo que sofreu e o ambiente com sua mãe, fez com que Régine se convertesse em prostituta aos 13 anos. Faleceu aos 18, em 1873 de tuberculose. Sua outra irmã, Jeanne também foi cortesã durante uma época, sempre que tinha necessidade de dinheiro. Para apartá-la da má vida, Bernhardt levou-a consigo como sua companhia e acompanhou-a em várias de suas viagens americanas e europeias. Era uma atriz medíocre, mas fazia pequenos papéis e vivia uma vida de luxo junto de sua irmã. Se sabe que sofreu crise de neurose por seu vício em morfina e que teve que ser internada no hospital La Pitié-Salpetrière em Paris sob cuidados do doutor Charcot.
Em 1864 Sarah Bernhardt teve um caso romântico passageiro com um aristocrata belga, Charles-Joseph Eugène Henri, Príncipe de Ligne, com quem ela teve seu único filho, Maurice Bernhardt. Envolveu-se com diversos nomes do cenário artístico da época, como Gustave Doré, Georges Clarin, os atores Jean Mounet-Sully e Lou Tellegen, assim como o célebre escritor Victor Hugo. Sua amizade com Louise Abbema, pintora impressionista catorze anos mais nova que ela, era tão íntima e apaixonada que existiam rumores de que as duas fossem amantes.
Em 1882 casou-se, em Londres, com o ex-oficial militar e ator grego Aristides Damala (conhecido na França pelo nome artístico de Jacques Damala). O casamento, embora tenha durado oficialmente até a morte de Damala, com 34 anos, em 1889, entrou rapidamente em colapso graças às infidelidades do marido e ao vício em morfina alimentado por ele. Nos últimos anos de seu casamento, Sarah Bernhardt teria se envolvido com o Príncipe de Gales, que posteriormente veio a ser o rei Eduardo VII da Inglaterra.
Não era uma pessoa religiosa, e teria dito, certa vez: "Eu, rezar? Nunca! Sou uma ateia".

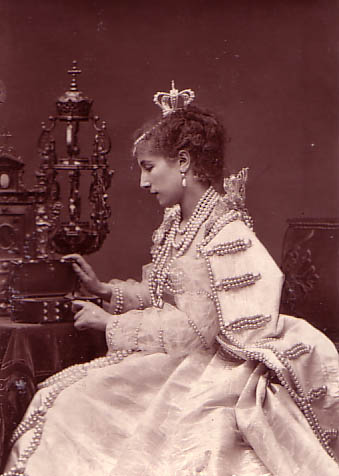
Sarah Bernhardt como a Rainha, no Ruy Blas de Victor Hugo.

## Cinema
Sarah Bernhardt foi uma das atrizes pioneiras do cinema, debutando em 1900 no papel de Hamlet, no filme Le Duel d'Hamlet. Veio a estrelar posteriormente oito outros filmes, além de dois filmes biográficos, um dos quais Sarah Bernhardt à Belle-Isle (1912), um filme sobre sua vida cotidiana em sua casa.
Em 1906 rodou La Dame aux Camélies, com Lou Tellegem, em 1912 Elisabeth, rainha de Inglaterra, dirigido por Louis Mercanton. Em 1913 filmou Jeanne Doré, dirigido por Tristam Bernard. Esta película se considera a melhor rodada por Bernhardt e onde se pode observar o melhor da sua arte de atuar. O filme está preservado na Cinémathèque de Paris.

## Negócios
Sarah Bernhardt foi também a primeira atriz-empresária do mundo do espetáculo, graças à sua relação muito tensa com o diretor da Comédie-Française, Perrin. Bernhardt rompeu seu contrato e se demitiu da qualidade de "Sócio Pleno" em 18 de Março de 1880. A Comédie pleiteou contra ela, ganhando na justiça: Sarah Bernhardt teve que renunciar à sua pensão de 43 mil francos que teria tido, caso tivesse permanecido por um mínimo de 20 anos a companhia, e além disso foi condenada a pagar 100 mil francos de multa — multa essa que a atriz nunca chegou a pagar.
Depois de sua esplendorosa primeira viagem americana, que lhe havia feito ganhar uma grande fortuna, Bernhardt arrendou o Teatro Porte Saint-Martin, em 1883. Neste teatro produziu e atuou em obras como Frou-Frou e La Dame aux Camélies, entre outras; durante suas viagens, o teatro permanecia aberto e se estreavam obras continuamente, com distinto sucesso comercial. Bernhardt não duvidava em apoiar o teatro de vanguarda, assim e apesar do repertório clássico, no Porte Saint-Martin estrearam obras de novos autores que rompiam com o teatro tradicional. Depois de alguns anos, Bernhardt alugou o Teatro da Renascença, onde representou muitas obras de sucesso. Em 1899 alugou por 25 anos o enorme Theâtre des Nations, único teatro onde atuaria na França durante os últimos 24 anos de sua vida.

## Fim da carreira

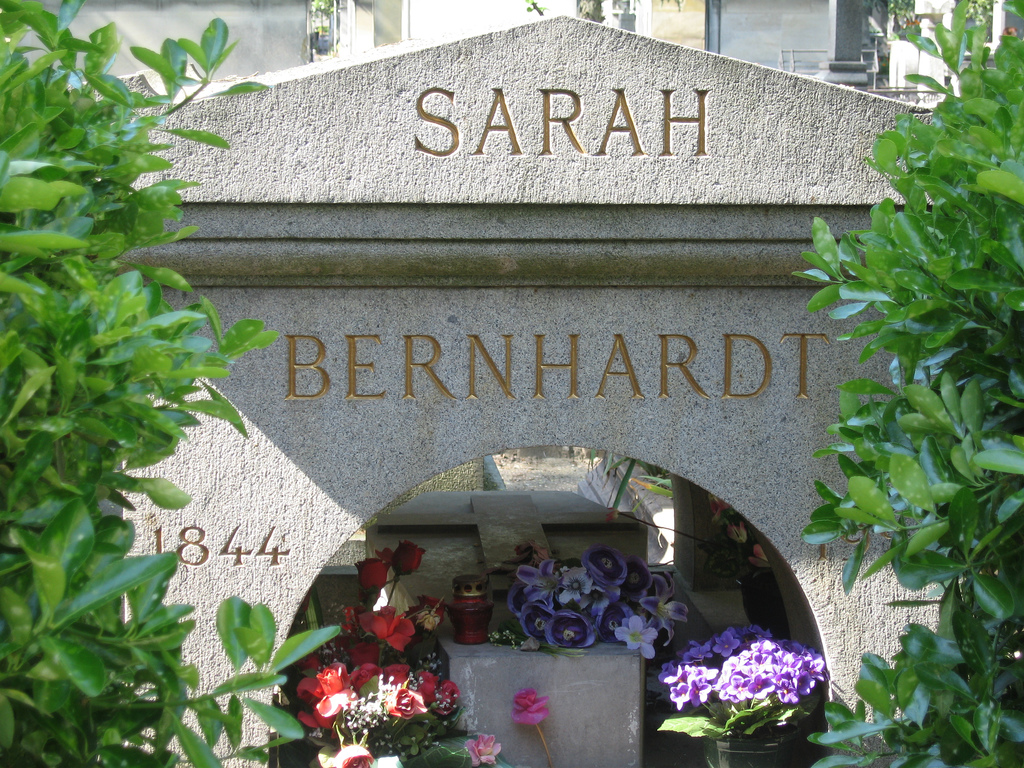
O túmulo de Sarah Bernhardt no Cemitério do Père-Lachaise.

O século XX começou para Sarah Bernhardt com um grande sucesso, L´Aiglon, de Edmond Rostand. A obra estreou em 15 de março de 1900 e obteve um sucesso triunfal. Sarah fez 250 representações da peça e, depois disso, fez outra viagem aos Estados Unidos para representá-la. Em Nova Iorque representou a obra na Metropolitan Opera House e também conseguiu um enorme sucesso.
Em 1905, ao encenar a peça La Tosca, de Victorien Sardou, no, hoje inexistente, Teatro Lírico do Rio de Janeiro, Sarah Bernhardt machucou seu joelho direito, durante a cena final em que deveria pular de um alto muro. Sua perna não se recuperou do ferimento. Em 1915 a gangrena havia tomado conta do membro, que teve de ser amputado inteiramente. Confinada por meses a uma cadeira de rodas, Bernhardt teria, supostamente, recusado uma oferta de 10 mil dólares de um empresário de espetáculos circenses que desejava expor sua perna amputada como uma curiosidade médica (embora P. T. Barnum seja citado normalmente como tendo sido o autor da oferta, ele morrera em 1891). Assim mesmo, ela continuou sua carreira, e, ao contrário da crença popular, sem o uso de uma prótese de madeira (ela teria experimentado uma, porém não gostara). Realizou uma turnê de sucesso nos Estados Unidos em 1915, e, ao retornar à França, já iniciada a Primeira Guerra Mundial, a atriz decidiu fazer uma viagem às trincheiras francesas fazendo atuações para animar as tropas. Encenou doravante apenas produções suas, quase que ininterruptamente, até a sua morte. Entre seus últimos sucessos estão Daniel (1920), La Gloire (1921) e Régine Armand (1922). Sua condição física a forçou a ficar praticamente imóvel sobre o palco, porém o charme de sua voz, que teria se alterado muito pouco com o passar dos anos, garantia os seus triunfos. Em 1922, vendeu sua mansão no campo de Belle Isle-en-Mer, onde havia rodado anos atrás Sarah Bernhardt à Belle-Isle, uma película-documental sobre sua vida. Rodava em 1923 um filme, La Voyante, em sua casa, no Boulevard Péreire, devido à sua saúde muito frágil, quando depois de rodar uma cena, desmaiou.

### Morte
Em 26 de março de 1923, Sarah Bernhardt morreu, de uremia, sob os cuidados de seu filho Maurice. Foi enterrada, perante uma multidão de admiradores, no Cemitério do Père Lachaise, em Paris.
No fim do século XX, recebeu uma estrela na Calçada da Fama, em Hollywood.

## Livros
- Dans les nuages: Impressions d'une chaise (1878)
- L'Aveu, drame en un acte en prose (1888)
- Adrienne Lecouvreur, drame en six actes (1907)
- Ma Double Vie (1907); traduzido como My Double Life: Memoirs of Sarah Bernhardt (1907), William Heinemann (Arquivo)
- Un Cœur d'Homme, pièce en quatre actes (1911)
- Petite Idole (1920); traduzido como The Idol of Paris (1921) (Arquivo)
- Joli Sosie (1921), Edições Nillson
- L'Art du Théâtre: la voix, le geste, la prononciation, etc. (1923); traduzido como The Art of the Theatre (1924)

## Obras de teatro
- 1862: Iphigénie de Jean Racine, no papel principal, seu debut.
- 1862: Valérie de Eugène Scribe
- 1862: Les Femmes Savantes de Molière
- 1864: Un Mari qui Lance sa Femme de Labiche e Deslandres
- 1866: La Biche aux Bois
- 1866: Phèdre de Racine (como Aricie)
- 1866: Le Jeu de l'Amour et du Hasard (como Silvia)
- 1867: Les Femmes Savantes de Molière (como Armande)
- 1867: Le Marquis de Villemer de Georges Sand
- 1867: François le Champi (como Mariette)
- 1868: Kean de Alexandre Dumas, filho (como Anna Damby)
- 1869: La Passant de Coppée, como o trovador (Zanetto); seu primeiro êxito no palco
- 1870: L'Autre de Georges Sand
- 1871: 'Jeanne-Marie de Theuriet
- 1871: 'Fais ce que Dois de Coppée
- 1871: La Baronne
- 1872: Mademoiselle Aïssé de Bouilhet
- 1872: Ruy Blas (como Dona Maira de Neubourg, Rainha da Espanha) de Victor Hugo
- 1872: Mademoiselle de Belle-Isle (como Gabrielle) de Alexandre Dumas
- 1872: Britannicus (como Junie)
- 1872: Le Mariage de Figaro de Beaumarchais
- 1872: 'Mademoiselle de la Seiglière de Sandeau
- 1873: 'Dalila (como Princess Falconieri) de Feuillet
- 1873: Chez l'Avocat de Ferrier
- 1873: Andromaque de Racine
- 1873: Phèdre (como Aricie) de Racine
- 1873: Le Sphinx de Feuillet
- 1874: Zaire de Voltaire
- 1874: Phèdre (como Fedra) de Racine
- 1875: La Fille de Roland de Bornier
- 1875: L'Étrangère (como Mrs. Clarkson) de Dumas filho
- 1875: Rome Vaincue de Parodi
- 1877: Hernani (como Doña Sol) de Hugo
- 1879: Phèdre (como Fedra) de Racine
- 1880: L'Aventurière de Émile Augier
- 1880: Adrienne Lecouvreur de Legouvé y Scribe'
- 1880: Froufrou de Meilhac y Halévy
- 1880: La Dame aux Camélias (como Maguerite) de Dumas filho
- 1882: Fédora de Sardou
- 1882: Théodora (como Theodora, Imperatriz de Bizâncio) de Sardou
- 1882: La Tosca de Sardou
- 1882: La Princesse Georges de Dumas filho
- 1890: Cléopâtre, (como Cleópatra) de Sardou
- 1893: Les Rois de Lemaître
- 1894: Gismonda de Sardou
- 1895: Amphytrion de Molière
- 1895: Magda (tradução da obra Heimat, de Suderman)
- 1896: La Dame aux Camélias
- 1896: Lorenzaccio (como Lorenzino de Médici) de Musset
- 1897: Spiritisme de Sardou
- 1897: La Samaritaine de Rostande
- 1898: Medée
- 1898: La Dame aux Camélias (como Marguerite Gautier)
- 1898: Jeanne d'Arc (como Joana d'Arc) de Barbier
- 1898: Izéïl (como Izéïl) de Morand e Sylvestre'
- 1898: King Lear (como Cordélia) de William Shakespeare
- 1899: Hamlet (como Hamlet) de Shakespeare
- 1899: Antony and Cleopatra" (como Cleópatra) de Shakespeare
- 1898: Macbeth (como Lady Macbeth) de Shakespeare'
- 1898: Pierrot Assassin (como Pierrot) de Richepin
- 1900: L'Aiglon (como L'Aiglon) de Rostande
- 1903: La Sorcière de Sardou
- 1904: Pelléas et Mélisande (como Pelléas) de Maeterlinck
- 1906: The Lady From the Sea de Ibsen
- 1906: La Vierge d'Avila (como Santa Teresa[desambiguação necessária]) de Mendès
- 1911: Queen Elizabeth (como Rainha Isabel) de Moreau's
- 1913: Jeanne Doré (como Jeanne Doré) de Bernard

## Filmes
- Tosca (1908) (como Tosca)
- Le duel d'Hamlet (1900) (como Hamlet)
- La dame aux camélias (1911) (como Camille)
- Sarah Bernhardt à Belle-Isle (1912) (como ela mesma)
- Elisabeth, reigne d'Angleterre (1912)
- Adrienne Lecouvreur (1912) (como Adrienne Lecouvreur)
- Ceux de chez nous (1915) (filme biográfico)
- Mères françaises (1915) (como enfermeira)
- Jeanne Doré (1916) (como Jeanne Doré)
- La voyante (1923) (indeterminado)